# نيكولاس جاري
نيكولاس جاري (بالإسبانية: Nicolás Jarry) مواليد 11 أكتوبر 1995 في سانتياغو، هو لاعب كرة مضرب تشيلي يلعب باليد اليمنى. أعلى تصنيف له في الفردي كان المركز الـ 172 في سنة 2015. أعلى تصنيف له في الزوجي كان المركز الـ 158 في سنة 2015.

## روابط خارجية
- نيكولاس جاري على موقع رابطة محترفي التنس (الإنجليزية)
- نيكولاس جاري على موقع الاتحاد الدولي لكرة المضرب (الإنجليزية)
- نيكولاس جاري على موقع كأس ديفيز (الإنجليزية)
- نيكولاس جاري على موقع خلاصة التنس.كوم (الإنجليزية)
- نيكولاس جاري على موقع اللجنة الأولمبية الدولية (الإنجليزية)